# Somua AM 1938
Somua AM 1938 (сокр. от фр. Automitrailleuse Somua modèle 1938 — «бронеавтомобиль Somua образца 1938 года») — опытный французский тяжёлый пушечный полугусеничный бронеавтомобиль межвоенного периода. Серийно не выпускался, известен лишь один построенный экземпляр машины.

## История создания
В 1938 году фирмой Somua на базе среднего полугусеничного артиллерийского тягача серии MCG, серийно выпускаемого ею, был построен опытный тяжёлый бронеавтомобиль с задним расположением моторно-трансмиссионного отделения. В том же году машина, по-видимому, выпущенная в единственном экземпляре, прошла ходовые испытания. Бронеавтомобиль серийно не производился, однако к 1940 году его опытный экземпляр находился на вооружении французской армии и в мае-июне принял участие в боевых действиях против нацистской Германии.
Ни сам бронеавтомобиль, ни техническая документация по нему не сохранились до наших дней, будучи уничтоженными во время Второй мировой войны.

## Описание конструкции
Бронеавтомобиль имел классическую для бронетехники компоновку с расположением отделения управления в передней части корпуса, боевого отделения — в средней и моторно-трансмиссионного — в кормовой части. Информация о размерах машины не сохранилась, однако по сохранившимся фотографиям видно, что она была весьма крупной, превосходя по размерам другие французские полугусеничные автомобили того периода.

### Броневой корпус и башня
Броневой корпус машины — коробчатой формы с большим углом наклона лобового броневого листа и бортовых бронелистов моторно-трансмиссионного отделения. Башня — шестигранной формы.

### Вооружение
Точный состав вооружения неизвестен, однако известно, что оно включало одну короткоствольную танковую пушку.

### Ходовая часть
Ходовая часть машины — полугусеничная, состоявшая из переднего управляемого автомобильного  моста и заднего ведущего гусеничного движителя.
Гусеничный движитель был идентичен применяемым на тягачах серии MCG и, применительно к одному борту, состоял из переднего ведущего колеса цевочного зацепления и заднего направляющего колеса (выполнявшего также опорную функцию) большого диаметра, а также четырёх сблокированных попарно опорных и одного поддерживающего катка небольшого диаметра, балансирно подвешенных на общей тележке.
В носовой части также располагался характерный для большинства французских полугусеничных машин полый металлический каток-барабан, помогавший бронеавтомобилю при преодолевании высоких препятствий.

### Сноски
1. 1 2 3  Согласно визуальным показателям фотографий машины.